# Powiat Witkowo
Ten artykuł należy dopracować:

przedstawiono sytuację tylko z niemieckiej perspektywy – artykuł powinien być przekrojowy.
Pomóż go poprawić. 

Powiat Witkowo i Prowincja Poznańska

Powiat Witkowo (niem. Landkreis Witkowo, Kreis Witkowo; pol. powiat witkowski) - dawny powiat pruski, znajdujący się w latach 1887–1920 w granicach rejencji bydgoskiej w Prowincji Poznańskiej. Teren dawnego powiatu należy obecnie do Polski stanowiąc część województwa wielkopolskiego. Siedzibą władz powiatu było miasto Witkowo.

## Historia
Tereny dawnego powiatu po II rozbiorze Polski od 1793 do 1807 należały do prowincji Prusy Południowe. W 1807 roku po pokoju w Tylży tereny zwrócono Polsce. Powiat powstał 1 października 1887 roku z południowo-wschodniej części powiatu Gnesen pod nazwą Kreis Witkowo. Podczas powstania wielkopolskiego Polacy zajęli powiat. W wyniku traktatu wersalskiego dnia 10 lutego 1920 roku powiat włączono do Polski i nazwę powiatu zmieniono na powiat witkowski. W 1927 roku został zlikwidowany.
1 stycznia 1908 roku do powiatu należały:
- trzy miasta: Witkowo, Czerniejewo (Schwarzenau) i Powidz
- 76 gmin
- 59 majątków junkierskich.